# Gibberula confusa
Gibberula confusa is een slakkensoort uit de familie van de Cystiscidae. De wetenschappelijke naam van de soort is voor het eerst geldig gepubliceerd in 1989 door Gofas.